# Pete Haycock
Pete Haycock (rodným jménem Peter John Haycock; 4. března 1951 – 30. října 2013) byl britský kytarista, zpěvák a hudební skladatel. V roce 1968 spoluzaložil skupinu Climax Chicago Blues Band (později přejmenovaná na Climax Blues Band), ze které odešel v roce 1985. V letech 1989 až 1993 působil ve skupině ELO Part II. Rovněž složil hudbu k několika filmům. Zemřel na infarkt ve svých dvaašedesáti letech.